# Rolf Eberg
Rolf Helge Uno Eberg, född 10 maj 1952 i Hofors, är en svensk skådespelare.

## Filmer
- 1991 – Facklorna
- 1993 – Kådisbellan
- 1994 – Pillertrillaren
- 1994 – Fallet Paragon (TV-serie)
- 1995 – Snoken (TV-serie)
- 1996 – Anna Holt – polis (TV-serie)
- 1999 – S:t Mikael (TV-serie)
- 1999 – Magnetisörens femte vinter
- 1999 – Hälsoresan – En smal film av stor vikt
- 2002 – Ytan

## Teater

### Roller (ej komplett)
| År   | Roll             | Produktion                                     | Regi             | Teater               |
| ---- | ---------------- | ---------------------------------------------- | ---------------- | -------------------- |
| 1986 | Sirio            | Mandragola (La Mandragola) Niccolò Machiavelli | Radu Penciulescu | Dramatiska ensemblen |
| 1987 | Ferdinand Cheval | Herr Cheval och hans stenar Ingegerd Monthan   | Jindra Puhony    | Pistolteatern        |